# 梅普爾格羅夫 (伊利諾伊州)
梅普爾格羅夫（英語：Maple Grove）是位於美國伊利諾伊州愛德華茲縣的一個非建制地區。該地的面積和人口皆未知。

## 地理
梅普爾格羅夫的座標為38°32′00″N 88°05′37″W / 38.53333°N 88.09361°W，而該地的平均海拔高度為135米（即443英尺）。